# Strymon phellodendri
Strymon phellodendri är en fjärilsart som beskrevs av Adalbert Seitz. Strymon phellodendri ingår i släktet Strymon och familjen juvelvingar. Inga underarter finns listade i Catalogue of Life.